# Lewis Binford
Lewis Roberts Binford (Norfolk, 21 novembre 1930 – Kirksville, 11 aprile 2011) è stato un archeologo statunitense, conosciuto come l'iniziatore del movimento della Nuova Archeologia (New Archaeology) degli anni 1960.
Il contributo di Binford all'archeologia fu tanto teoretico che pratico. Sostenne il principio del processualismo, secondo il quale nessun sito avrebbe potuto essere pienamente compreso senza la comprensione di come fosse stato creato, con la conseguenza che ogni scavo o indagine archeologica doveva iniziare con una teoria, che avrebbe dovuto essere testata sull'evidenza incontrata. Il suo articolo Archaeology as Anthropology ("Archeologia come antropologia"), apparso nel 1962 sulla rivista American Antiquity, iniziò un nuovo movimento in campo archeologico, a partire dal cosiddetto Old Copper Problem ("problema del rame antico"): analizzando la questione dell'uso e degli scambi di manufatti di rame nell'America del Nord, Binford sviluppò una teoria sullo sviluppo delle culture che era tanto antropologica quanto archeologica. Il suo maggiore avversario fu  François Bordes, con il quale discusse sul valore dei siti del Musteriano.
Binford è stato docente alla Truman State University di Kirksville, in Missouri.

### Opere di Binford
- 1968, "New Perspectives in Archaeology" ("Nuove prospettive in archeologia")
- 1978, "Nunamiut Ethnoarchaeology" ("Etnoarcheologia di Nunamiut")
- 1983, "In Pursuit of the Past: Decoding the Archaeological Record" ("All'inseguimento del passato: decodificare i dati archeologici"), ed. Thames & Hudson, ISBN 0-500-05042-2

### Su Lewis Binford
- 1998, "Conversations with Lew Binford: Drafting the New Archaeology" Sabloff, P.L.W., ed. University of Oklahoma Press, ISBN 0-806-13008-3